# Casa Lutsch din Sibiu
Casa Lutsch este un monument istoric aflat în Piața Mare din Sibiu. În Repertoriul Arheologic Național monumentul apare cu codul 143469.91.
În clădire se află sediul Forumului Democrat al Germanilor din România și sediul filialei județene a UDMR.